# Fabien Dugrip
Fabien Dugrip (* 29. März 1976 in Sète) ist ein ehemaliger französischer Volleyball- und Beachvolleyballspieler.

## Karriere

### Karriere Halle
Mit Spacer’s Toulouse erreichte der in der Region Okzitanien geborene Sportler in der Saison 2000/01 die Vorschlussrunde im französischen Pokal. Ein Jahr später gewann er mit Stade Poitevin Volley-Ball diesen Wettbewerb und stand im Halbfinale im CEV-Pokal und späteren Challenge Cup. In den Spielzeiten 2003/04 und 2008/09 war der Universalangreifer noch in unterklassigen Ligen in seinem Heimatland aktiv.

### Karriere Beach
Dugrip bildete ab 2004 ein Duo mit Kevin Cès. Bei der Weltmeisterschaft 2005 in Berlin schieden die Franzosen nach zwei Niederlagen aus. Ihr bestes Resultat auf der FIVB World Tour hatten sie in Marseille mit Platz fünf. Im gleichen Jahr standen sie im Finale der nationalen Meisterschaften ihres Heimatlandes. Ab 2007 trat Dugrip mit Gregory Gagliano an. Bei der WM 2007 in Gstaad zogen Dugrip/Gagliano in die KO-Runde ein, wo sie gegen die Brasilianer Fabio Luiz / Márcio Araújo ausschieden. Bestes Resultat auf der World Tour war ein neunter Platz 2008 in Marseille.
Bei den Kristiansand Open 2008 trat Dugrip erstmals mit seinem neuen Partner Yannick Salvetti an. In der ersten Hauptrunde der WM 2009 in Stavanger verlor das Duo gegen die Deutschen Klemperer/Koreng und erreichten im folgenden Wettbewerb das Achtelfinale beim Grand Slam In Gstaad. 2010 wurden Salvetti/Dugrip französische Vizemeister. Anschließend spielten sie noch bis 2012 zusammen; der Sieg beim Continental Cup 2010 in Montpellier war ihr einziger gemeinsamer erster Platz bei einem Beachturnier. Mit Grégory „Greg“ Brachard wurde Fabien Dugrip 2013 noch einmal Vierter bei einem nationalen Turnier und beendete anschließend seine Karriere.

### Trainertätigkeit
In der Saison 2012/13 war Dugrip Co-Trainer beim französischen Volleyball-Erstligisten Arago de Sète. Der Verein wurde Dritter in der Landesmeisterschaft.